# 小保戸遺跡
小保戸遺跡（こほといせき）は、神奈川県相模原市緑区小倉にある旧石器時代から近世にかけての複合遺跡。発掘調査により、旧石器時代の建物跡と考えられる環状の礫集中が検出された。

## 概要
相模川上流部、串川との合流地点に面した標高132メートルほどの河岸段丘上に立地する。西側の上位段丘面に大保戸遺跡、串川を挟んだ対岸に津久井城跡が存在する。
圏央道（国道468号）の建設に伴い、2007年（平成19年）2月からかながわ考古学財団が発掘調査を開始。その結果、中・近世の耕作地に関連した遺構、縄文時代の竪穴建物、縄文土器のほか、旧石器時代の建物跡と見られる遺構が検出された。旧石器時代の建物跡は、環状（円状）に礫（れき）が並べられ、その中央に炉の跡があった。出土した炭化物を放射性炭素年代測定により年代測定したところ、2万3000年前という年代が測定され、同じ相模原市に存在する田名向原遺跡や大阪府藤井寺市のはさみ山遺跡と並ぶ事例であることが判明した。
現在は遺跡範囲のほとんどが発掘調査されたのち、圏央道相模原インターチェンジとなっている。